# Hermann Sahli
Hermann Sahli (ur. 23 maja 1856 w Bernie, zm. 28 kwietnia 1933 tamże) – szwajcarski lekarz, internista. Wynalazca hemoglobinometru (hemoglobinometr Sahliego).
W 1878 roku otrzymał tytuł doktora medycyny na Uniwersytecie w Bernie. Następnie był asystentem Ludwiga Lichtheima w Bernie i Juliusa Friedricha Cohnheima oraz Carla Weigerta w Lipsku. Po powrocie do Berna znowu był asystentem Lichtheima w poliklinice, a od 1888 roku był profesorem medycyny wewnętrznej.
Na jego cześć nazwano planetoidę (2088) Sahlia, odkrytą w 1976 roku.

## Wybrane prace
- Ueber das Vorkommen und die diagnostische Bedeutung einer Zone ectasirter feinster Hautgefässe in der Nähe der untern Lungengrenze. Corrbl Schweiz Aerzte 15 (1885) 135
- Ueber eine neue Untersuchungsmethode der Verdauungsorgane und einige Resultate derselben. Corrbl Schweiz Aerzte 21 (1891) 65–74
- Lehrbuch der klinischen Untersuchungsmethoden1. Aufl. Wien 1894, 7. Aufl. 1928
- Über ein einfaches und exactes Verfahren der klinischen Hämometrie. Verhandl. d. deutschen Kongr. f. Innere Medizin 20 (1902) 230–234
- Ueber kompendiöse, leicht transportable Taschenquecksilbermanometer zu klinischen Zwecken, speziell zur Sphygmomanometrie. Nebst Bemerkungen über eine Verbesserung der Riva-Rocci’schen Manschette. Dtsch Med Wochenschr 30 (1904) 1140
- Die Sphygmobolometrie, eine neue Untersuchungsmethode der Zirkulation. Dtsch Med Wochenschr (1907) 16
- Die dynamische Pulsuntersuchung mittelst der pneumatischen Sphygmobolometrie. Bern 1914
- Herzkrankheiten. w: T. Brugsch (Hrsg.): Spezielle Pathologie und Therapie innerer Krankheiten. IV/2, Berlin 1925, s. 1475